# فورد فیوژن هیبرید
فورد فیوژن هیبرید (Ford Fusion Hybrid) خودرویی است که در سال‌های ۲۰۰۹ تا در هرموسیو و مکزیک تولید شده‌است.
این خودرو در کلاس خودرو سایز متوسط قرار گرفته و طراحی آن خودروهای موتور جلو-محور جلو بوده وزن آن در حالت طبیعی ۳٬۷۲۰ پوند (۱٬۶۹۰ کیلوگرم) است.